# لاكلان ميلر
لاكلان ميلر (بالإنجليزية: Lachlan Millar)‏ هو فلاح وسياسي أسترالي، ولد في 17 ديسمبر 1970 في غونديويندي في أستراليا. حزبياً، نشط في الحزب الوطني الليبرالي في كوينزلاند. وقد انتخب عضو المجلس التشريعي ولاية كوينزلاند عن دائرة غريغوري ‏ (31 يناير 2015 – ).